# Nokia 1202
Nokia 1202 es un teléfono móvil GSM de gama baja fabricado por Nokia bajo su serie Ultrabasic, dirigido a usuarios de teléfonos móviles por primera vez. Se anunció en noviembre de 2008 y se lanzó en abril de 2009. El teléfono se fabricó en Rumania, India y China.

## Características
Nokia 1202 tiene una pantalla LCD monocromática de 1,3 pulgadas (33 mm) con una resolución de 96 × 68 píxeles y un teclado alfanumérico con un teclado resistente al polvo. La batería dura hasta nueve horas de tiempo de conversación y 636 horas (29 días) en espera.
El sistema del teléfono está equipado con temporizadores y contadores de administración de llamadas, seguridad del dispositivo (código PIN), entrada de texto predictivo, un reloj, una pantalla de reloj analógico, una alarma parlante, mensajes con imágenes y varios juegos integrados.